# Ordona
Ordona là một đô thị ở tỉnh Foggia, vùng Puglia phía nam Italia.
Ordona giáp các đô thị: Ascoli Satriano, Carapelle, Foggia, Orta Nova, Cerignola.
Kinh tế chủ yếu là nông nghiệp.